# مامیا

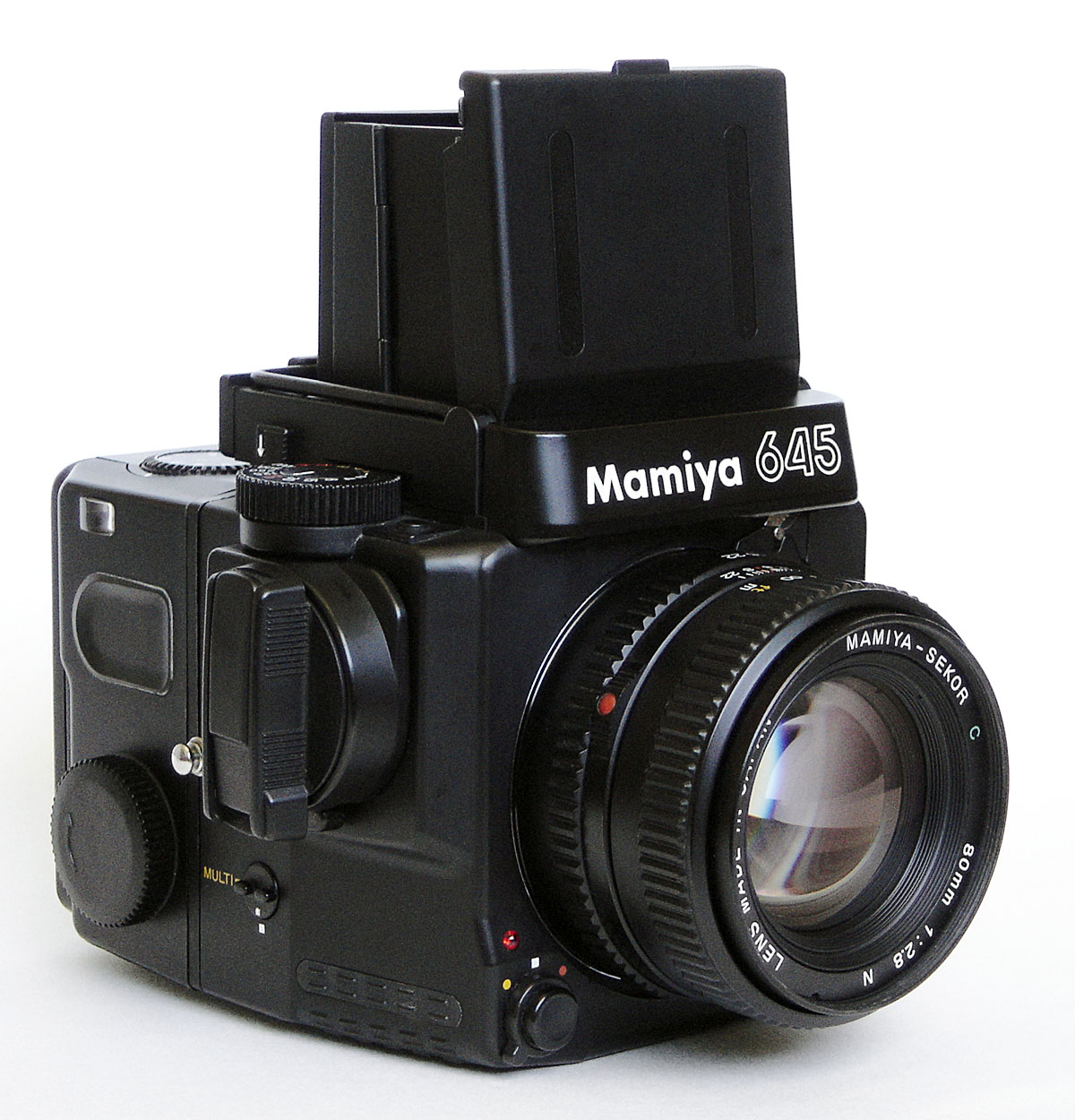
مامیا ۶۴۵ سوپر

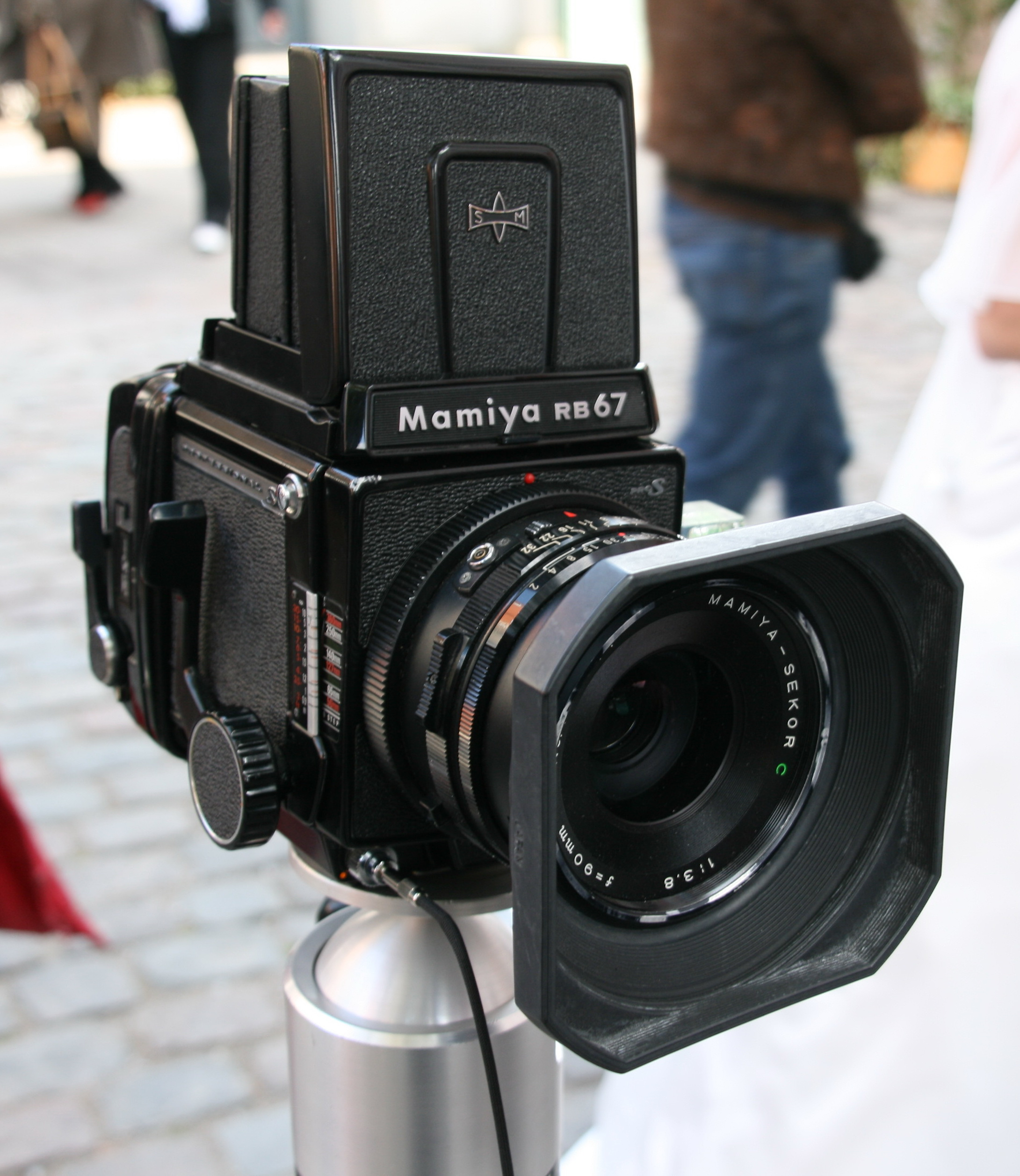
مامیل آر بی ۶۷ پرو اس

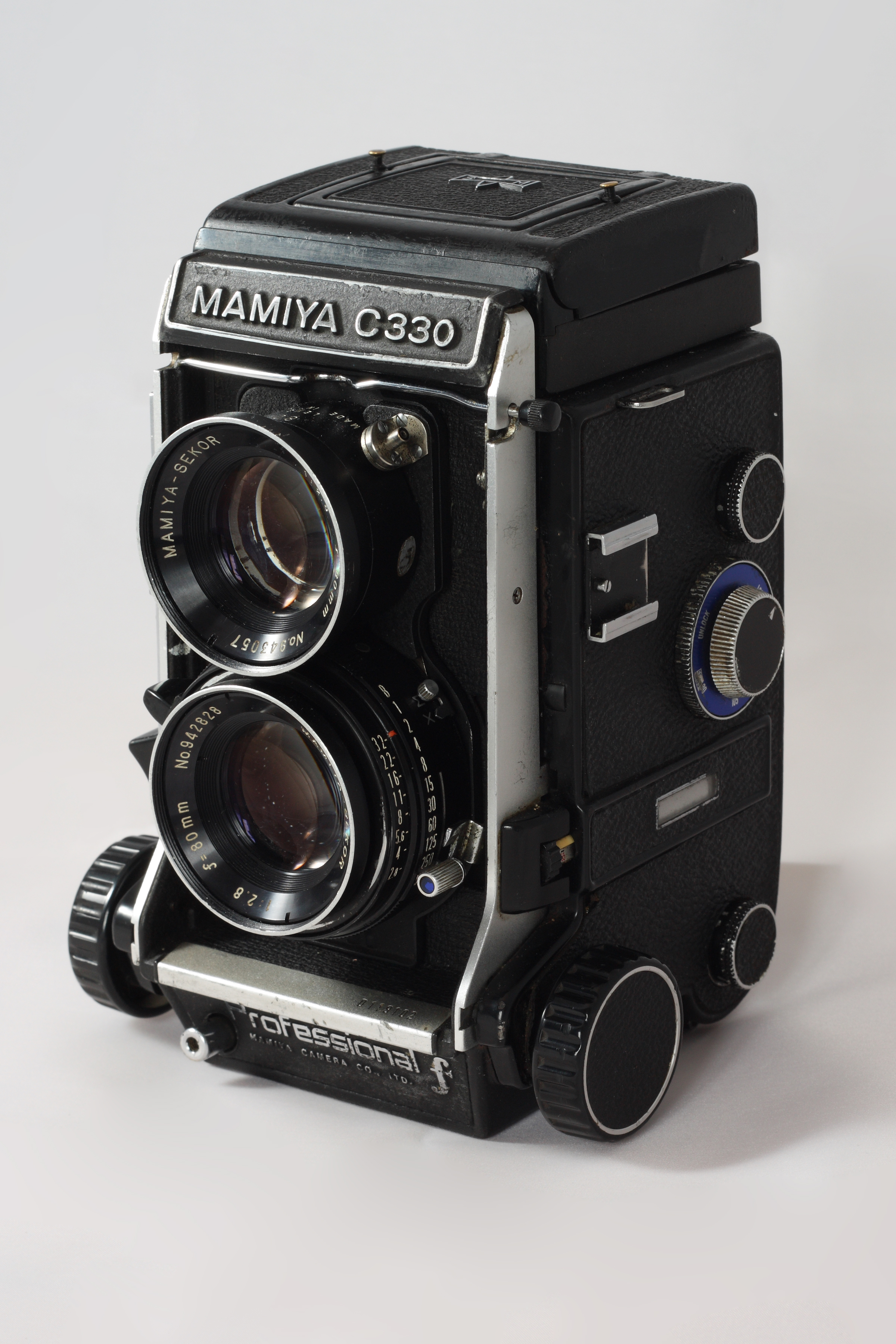
مامیا سی ۳۳۰، ۶۶

## نوع فعالیت
یک شرکت ژاپنی که امروزه تولید بالایی در دوربین‌ها، و دیگر تجهیزات عکاسی و نوری دارد.

## کارخانه
دفتر مرکزی آن در توکیو، و دارای دو کارخانه تولید و بیش از ۲۰۰ نفر نیروی کار است.

## طراح
این شرکت در ماه مه سال ۱۹۴۰ توسط طراح دوربین آقای سی‌ایچی مامیا (Seiichi MAMIYA) و با حمایت مالی آقای ته‌سانه‌جیرو سوگاوارا(Tsunejiro Sugawara) تأسیس گردید.

## تاریخچه

### قطع کوچک
اولین تولید مامیا دوربین کامپکت غیر بازتابی بود که در سال ۱۹۴۹ به بازار عرضه و معرفی گردید. در سال ۱۹۶۱ مامیا اولین دوربین تک لنزی بازتابی خود را عرضه کرد.

### قطع متوسط
در سال ۱۹۷۰ کارخانه مامیا دوربین حرفه‌ای RB67 را تولید و روانه بازار کرد. یک دوربین تک لنزی یازتابی قطع متوسط، ایده‌آل فرمت با کادری برابر 6x7 سانتیمتر، با فانوس کلوزآپ که در بدنه دوربین طراحی شده و فوکوس نیز از طریق این فانوس انجام می‌شود. پشتی چرخان این دوربین یکی از برترین مزیت‌های آن بود، که در کادرهای عمودی و افقی، نیازی به تغییر جهت دوربین روی سه‌پایه نداشت و تنها با چرخاندن پشتی فیلم کادر آن افقی و عمودی می‌شد.
مامیا دوربین RB67 در سال ۱۹۸۲ روانه بازار کرد. دوربین حرفه‌ای RB67 هم عرض دوربینهای: هاسلبلاد، رولی، برونیکا و پنتاکس به بازار آمد.

## نگارخانه

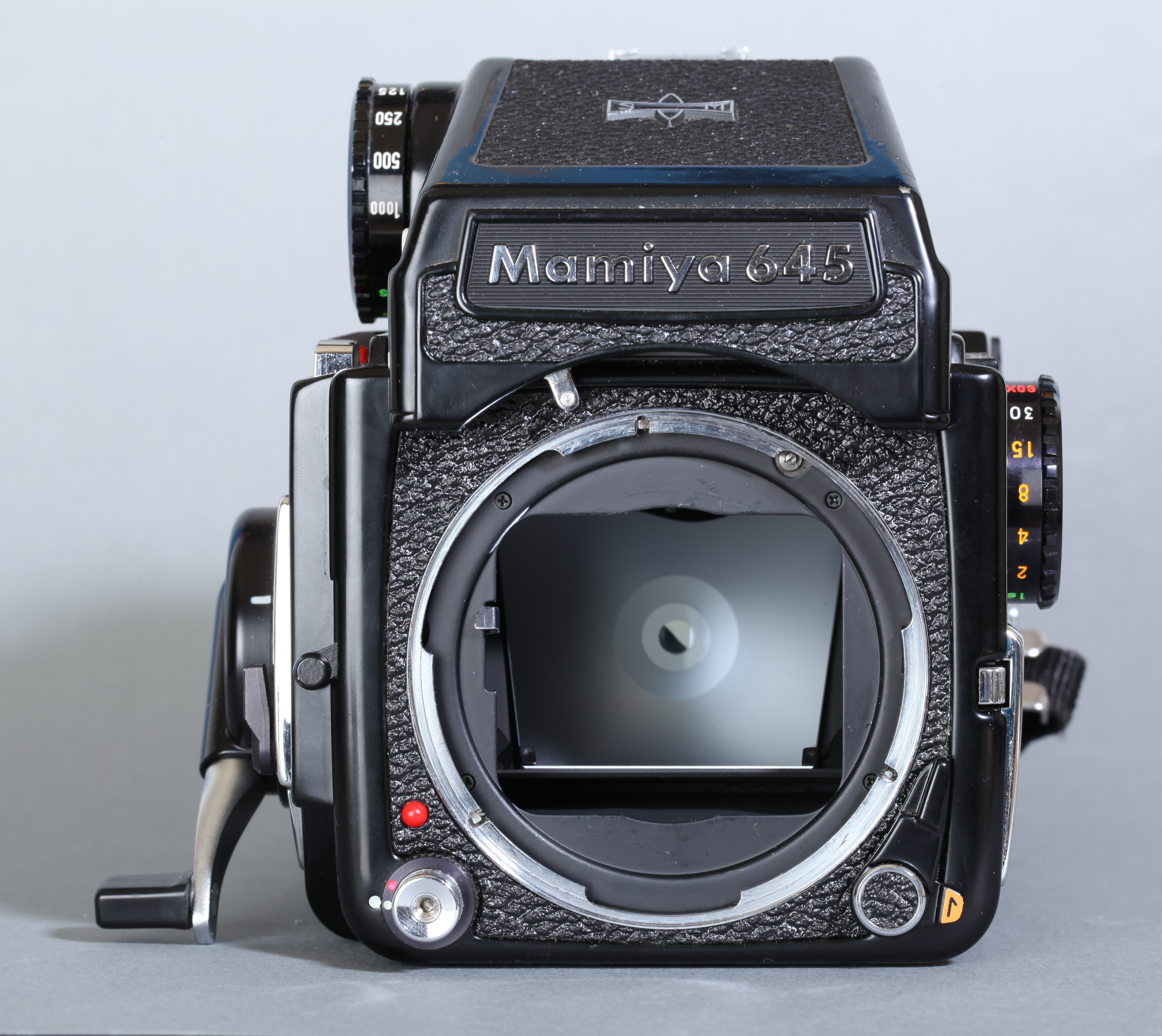
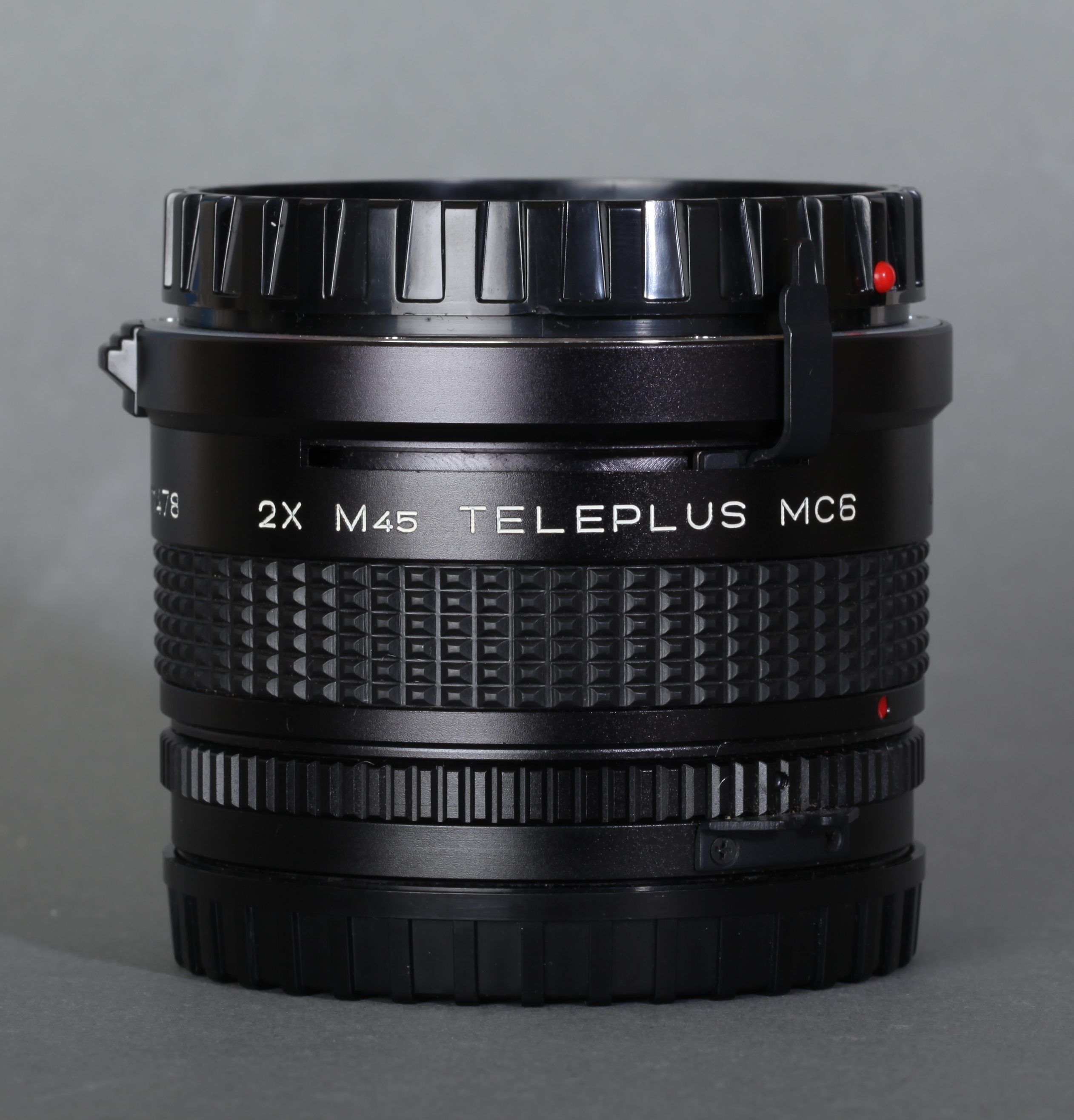
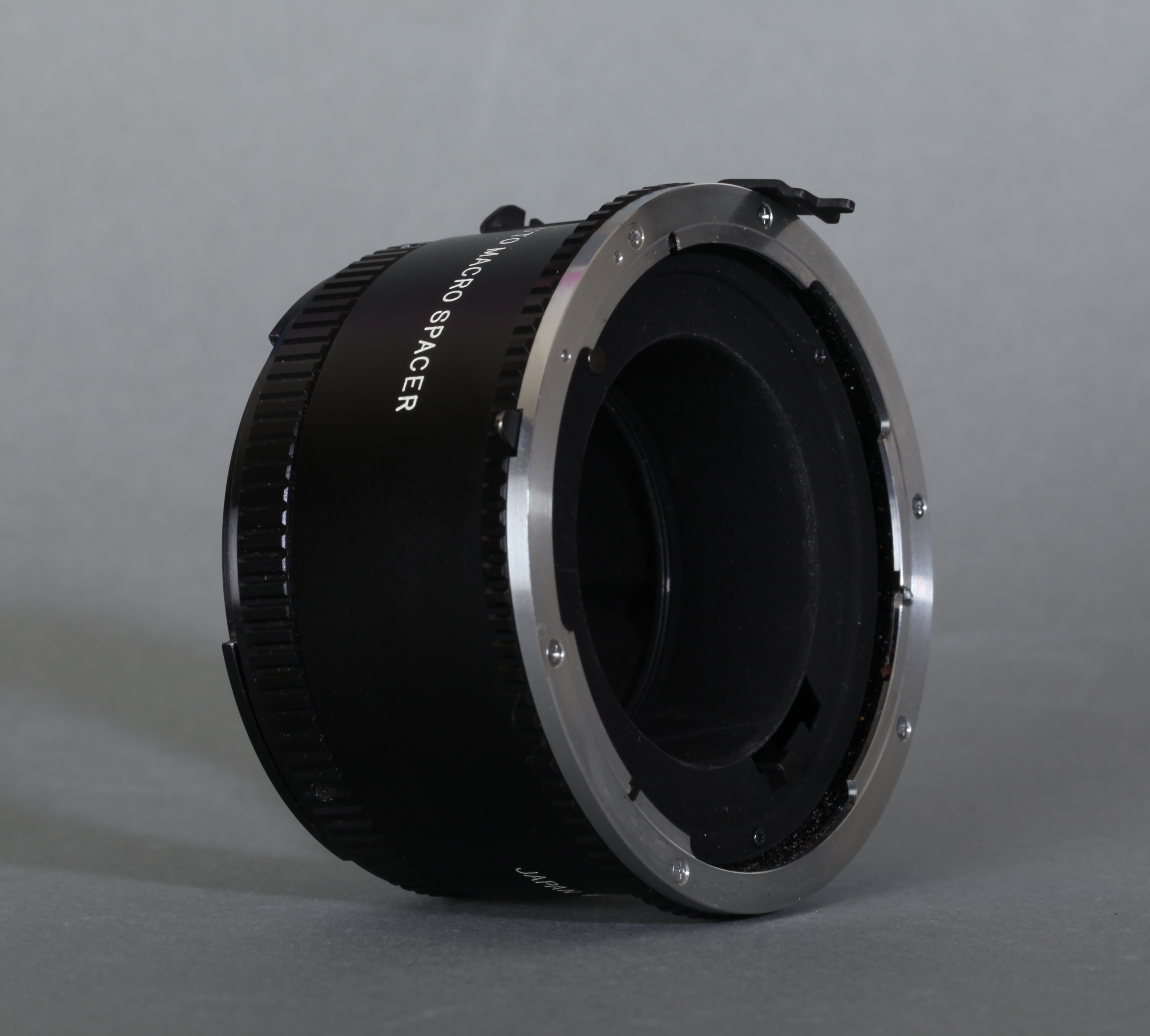
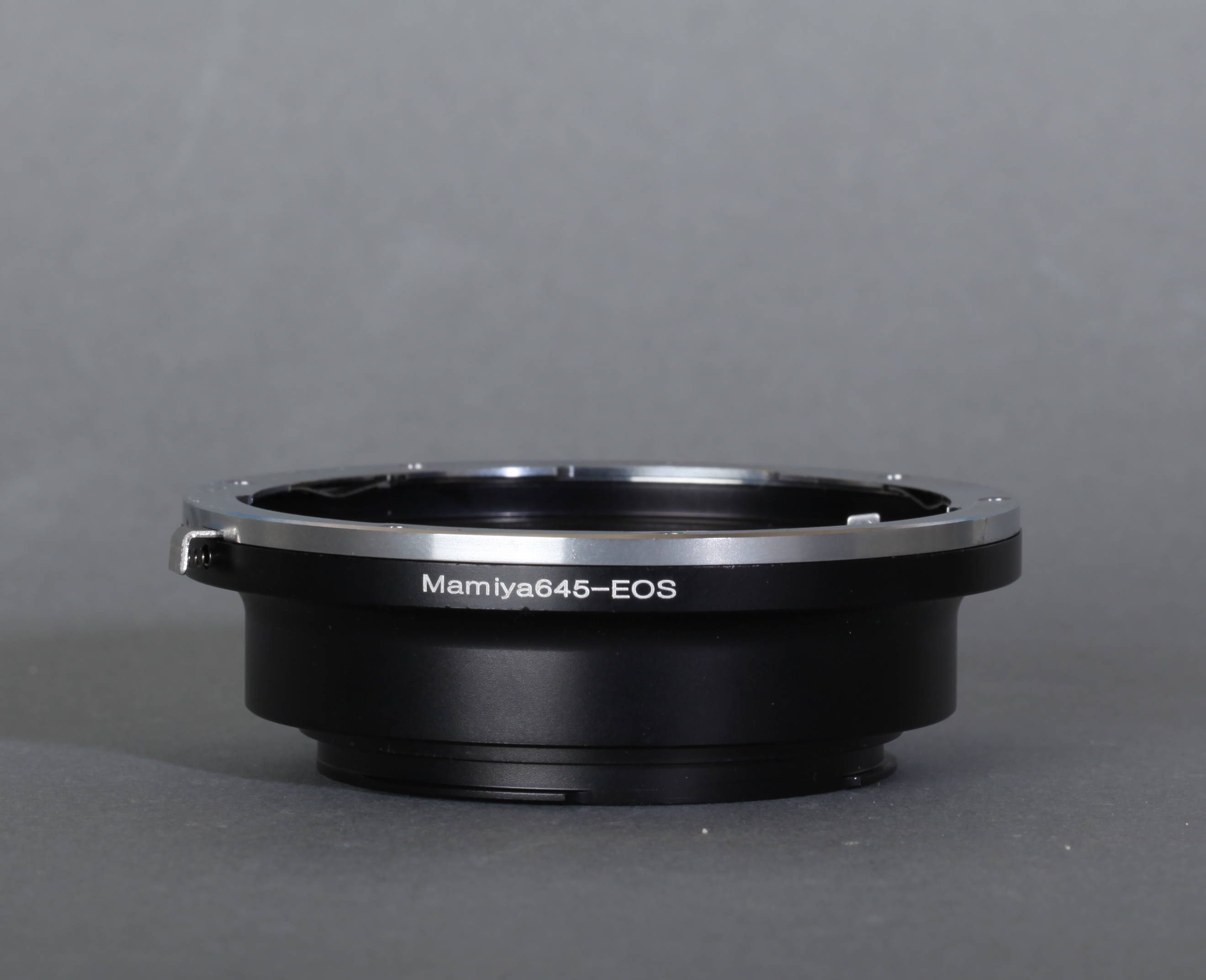
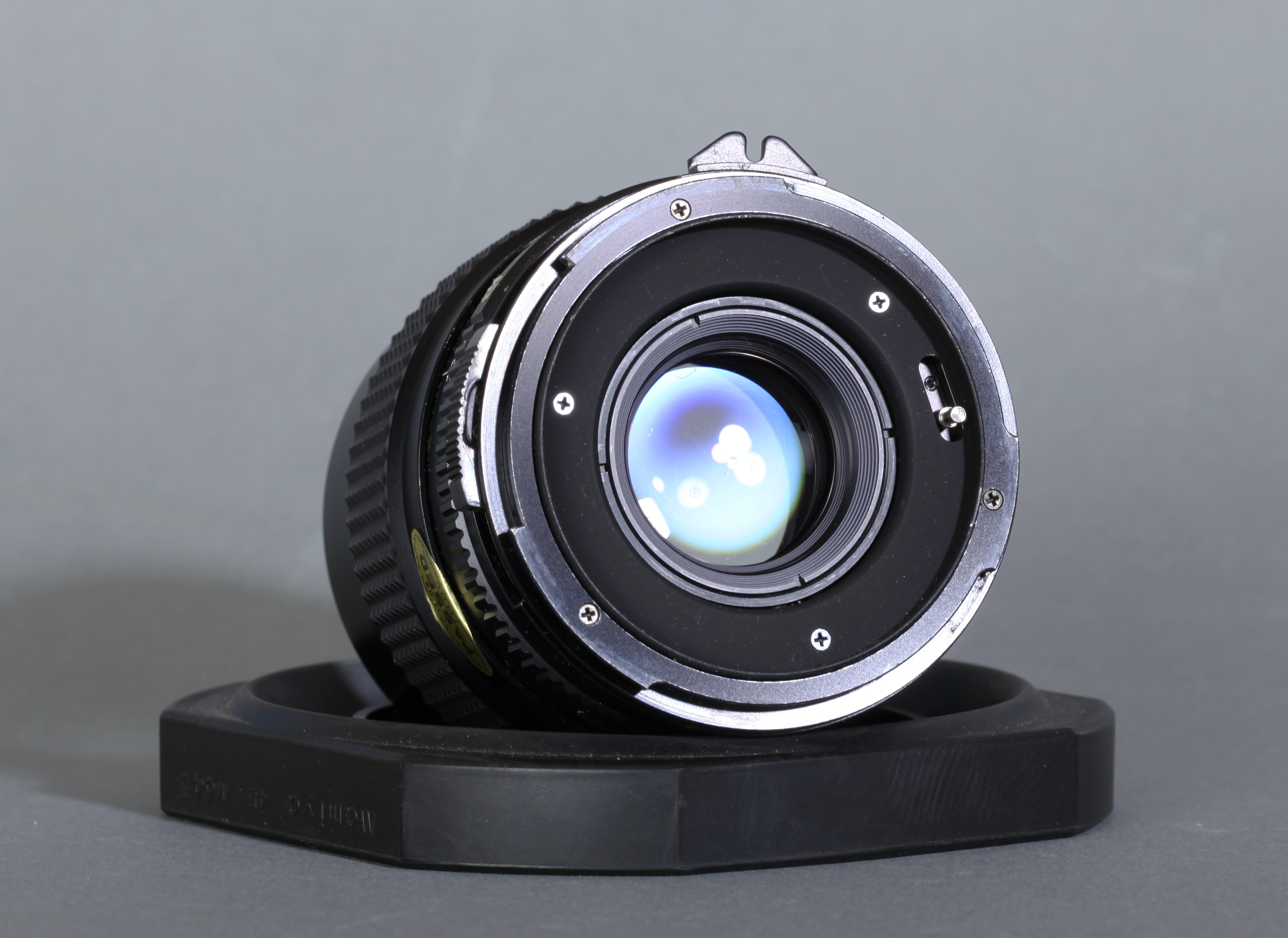
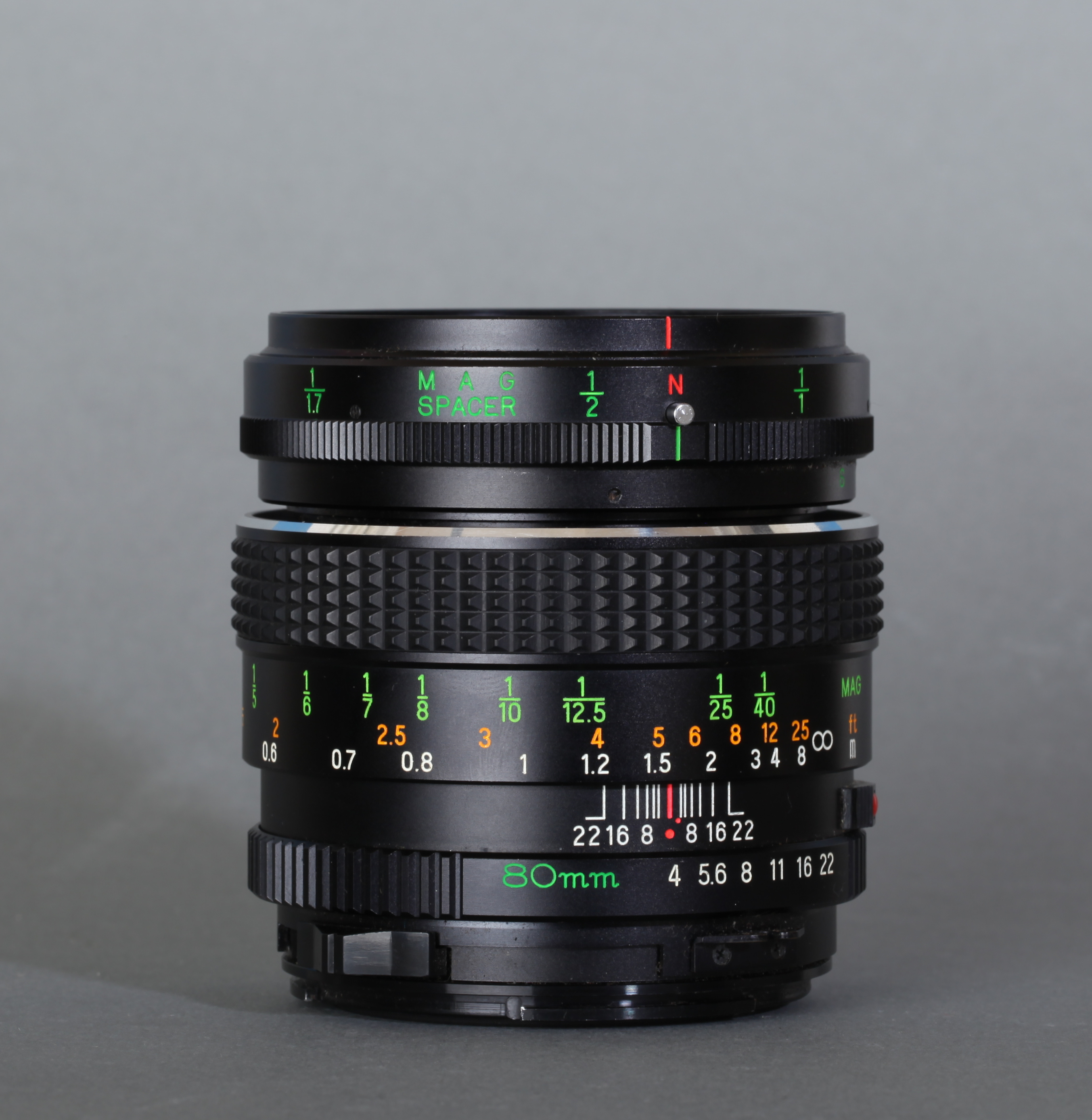
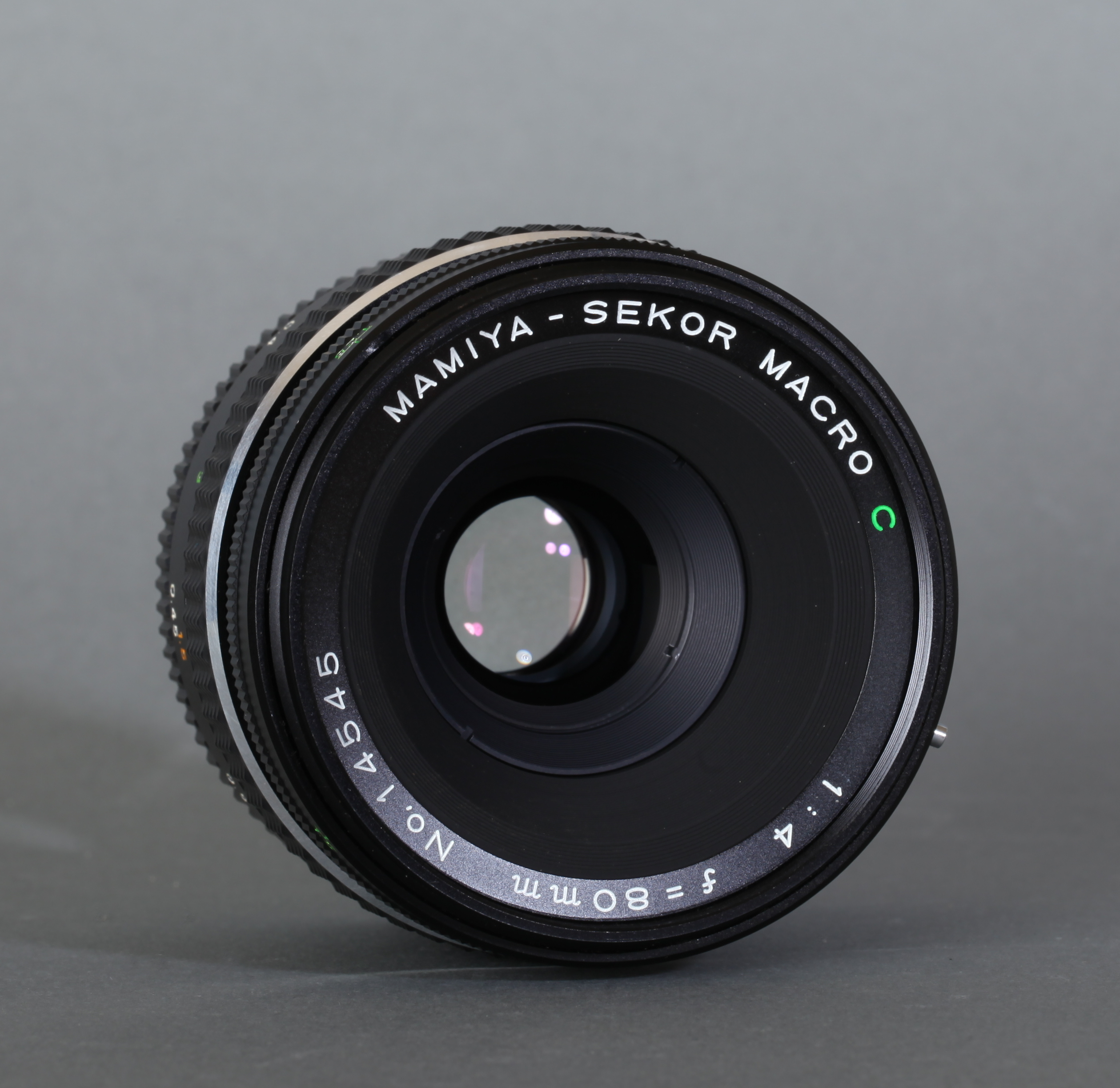
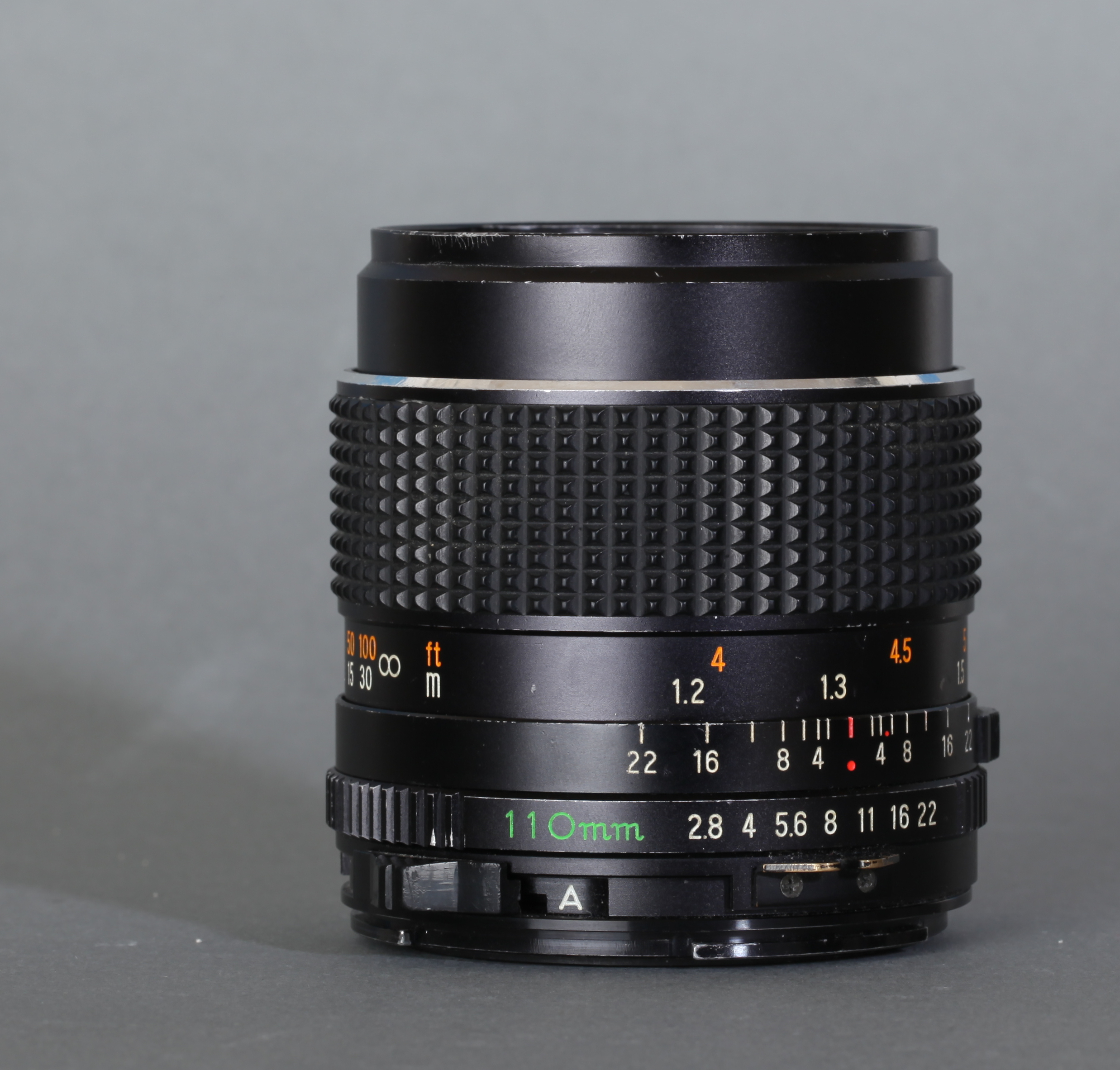
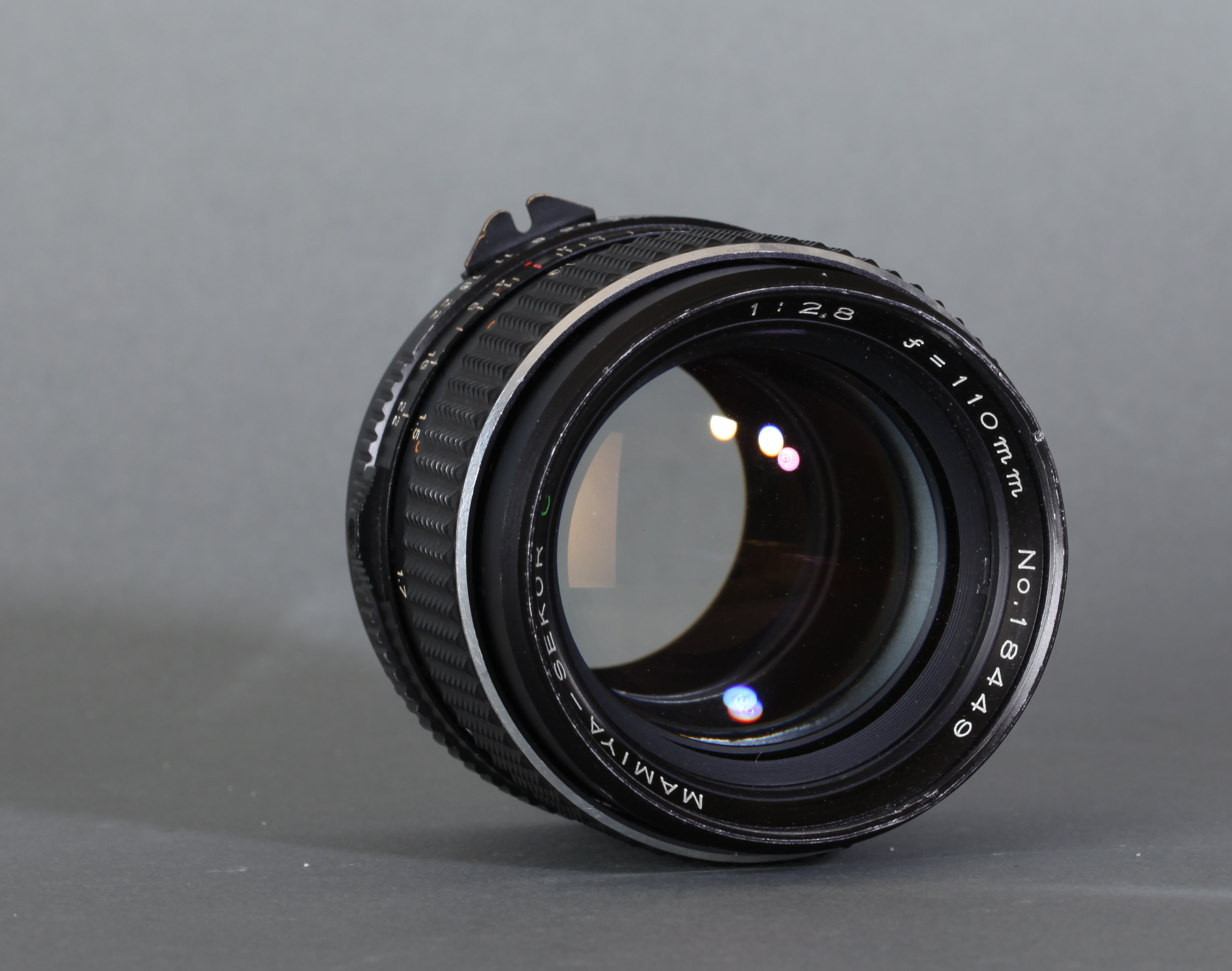
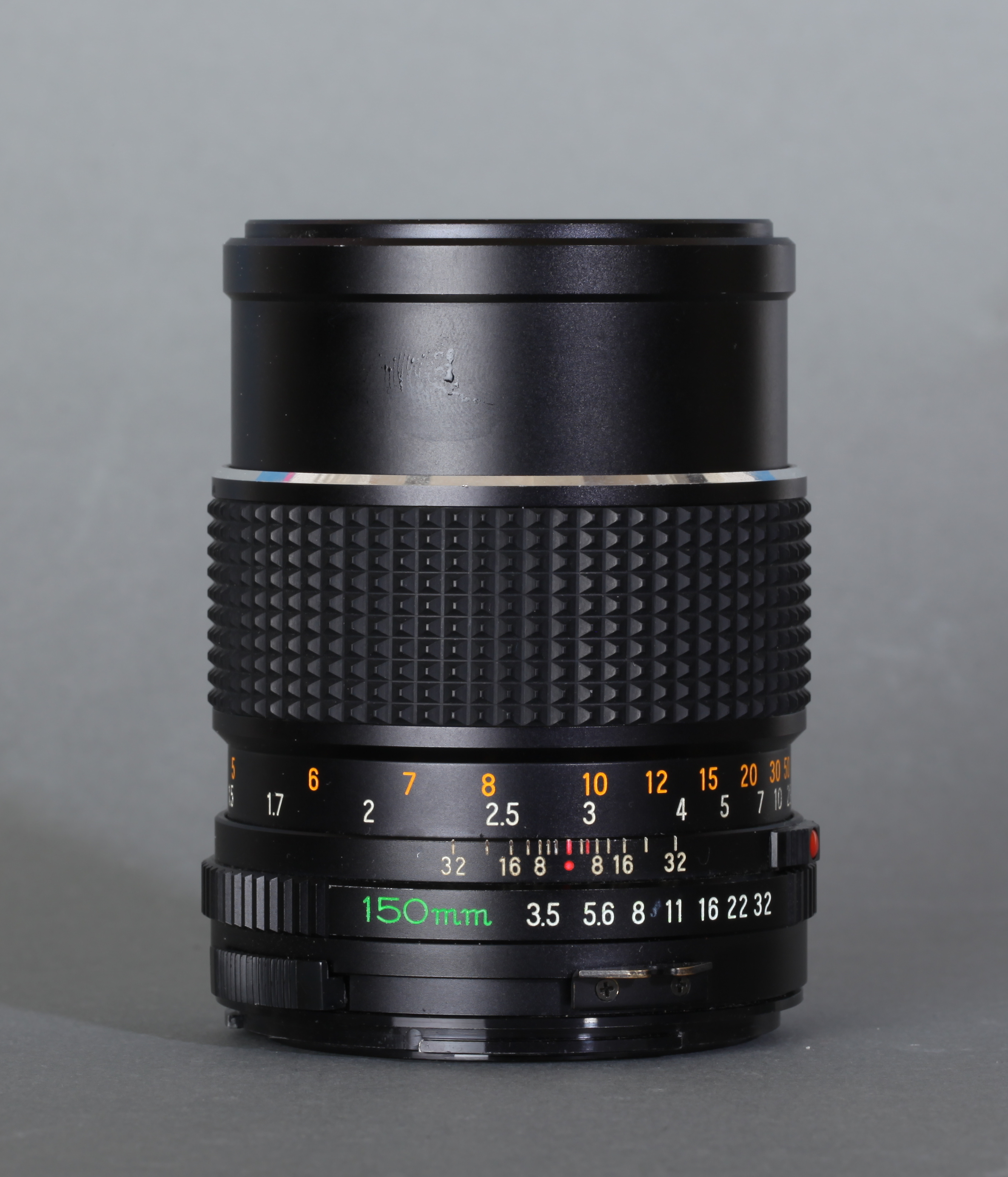
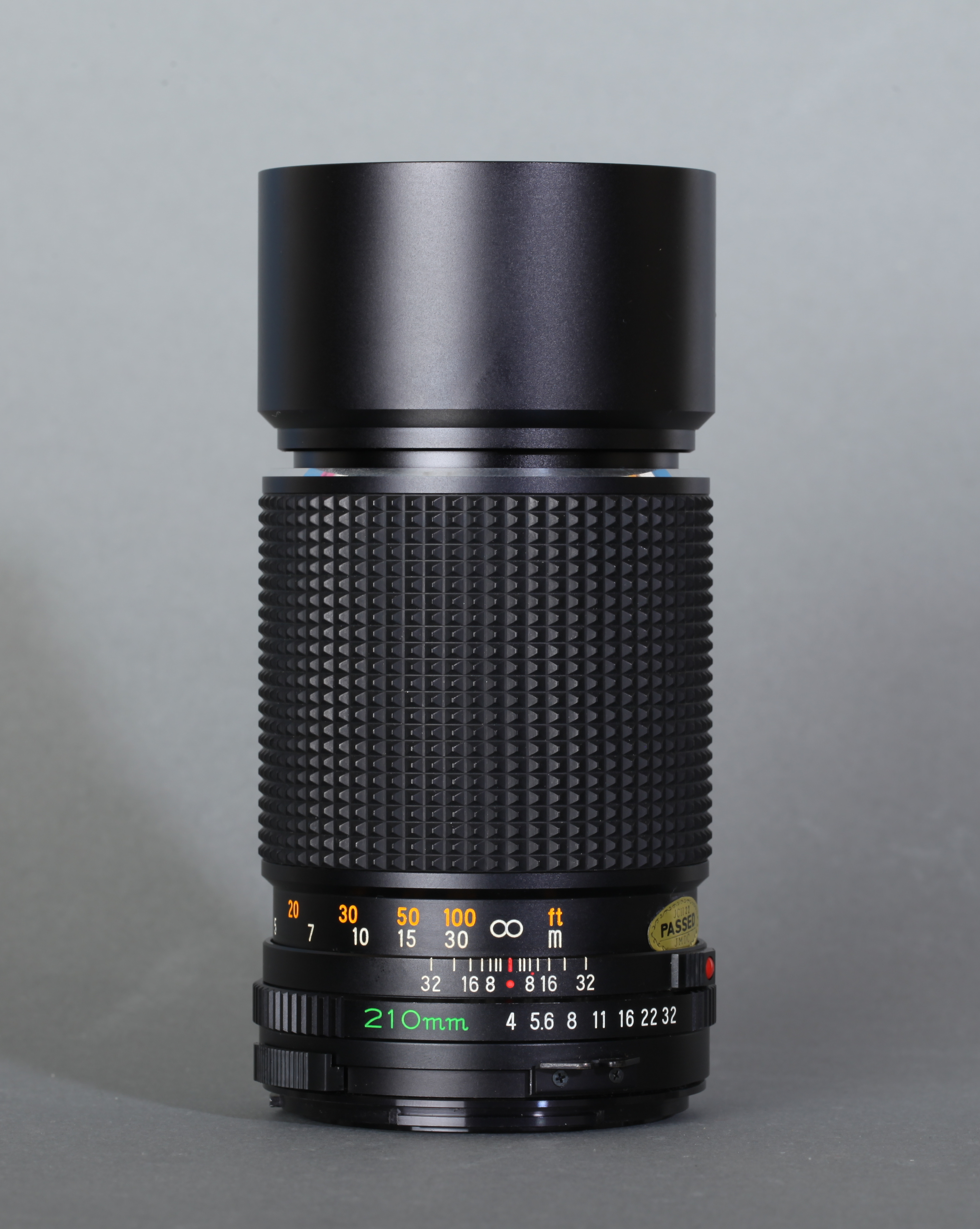
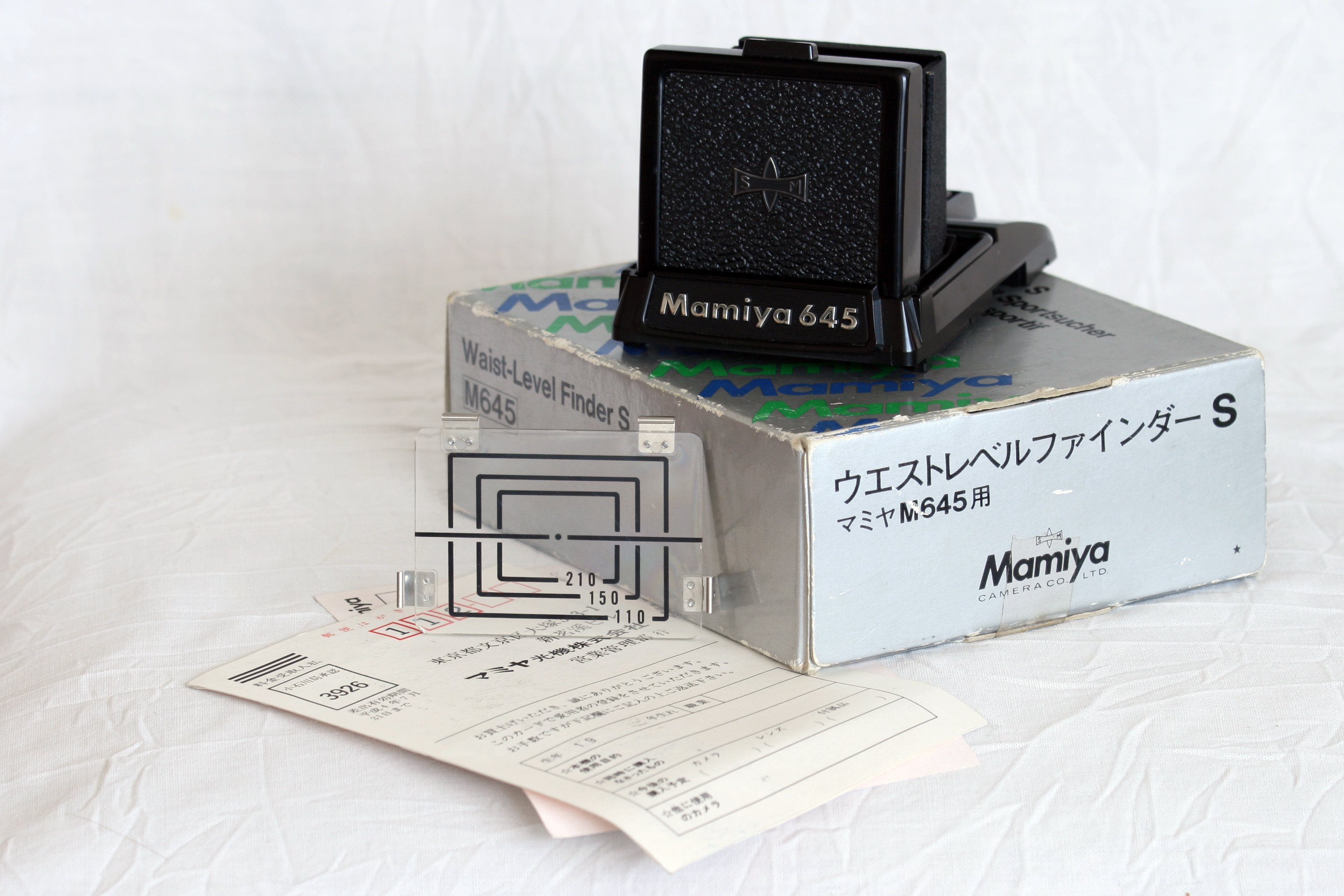
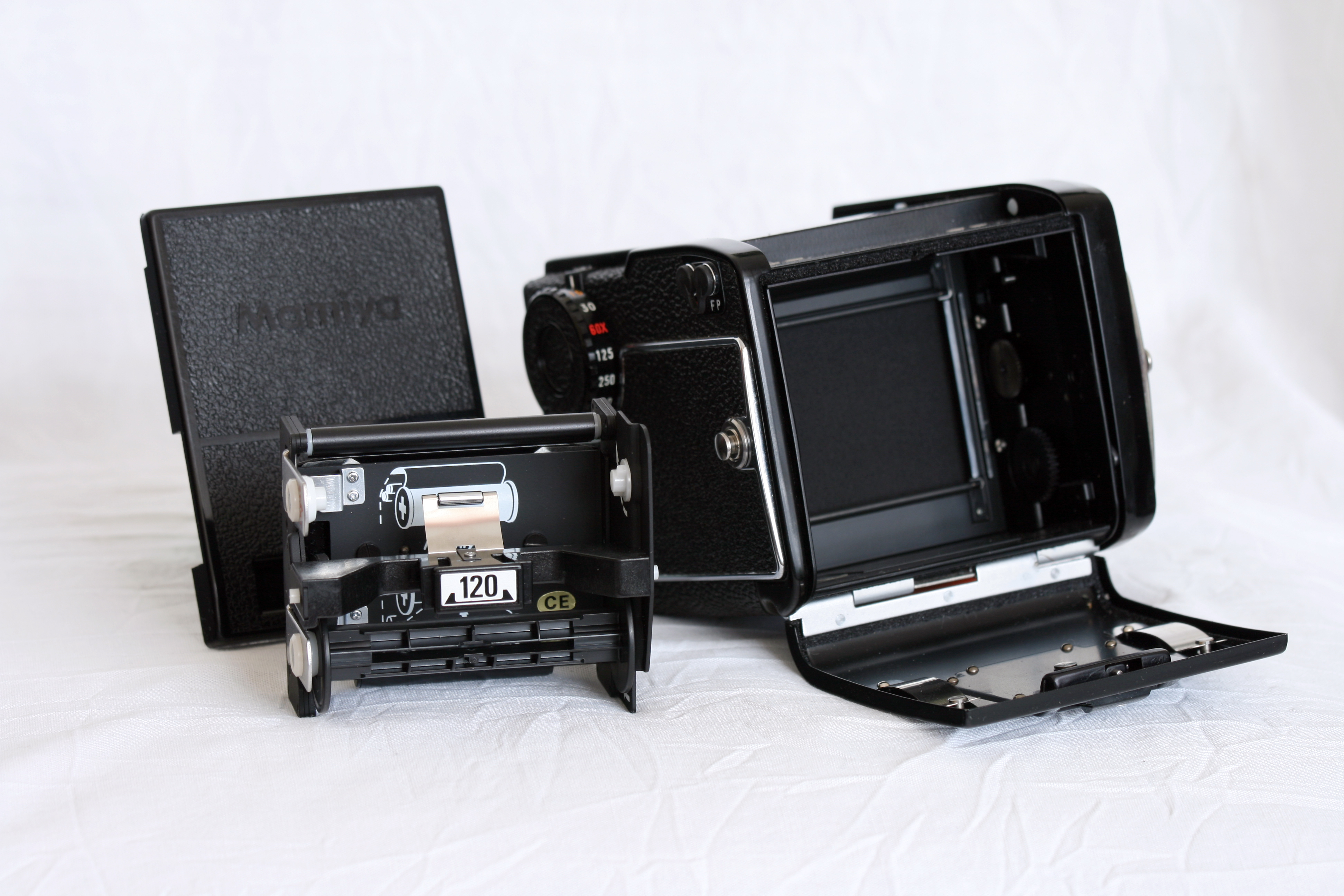
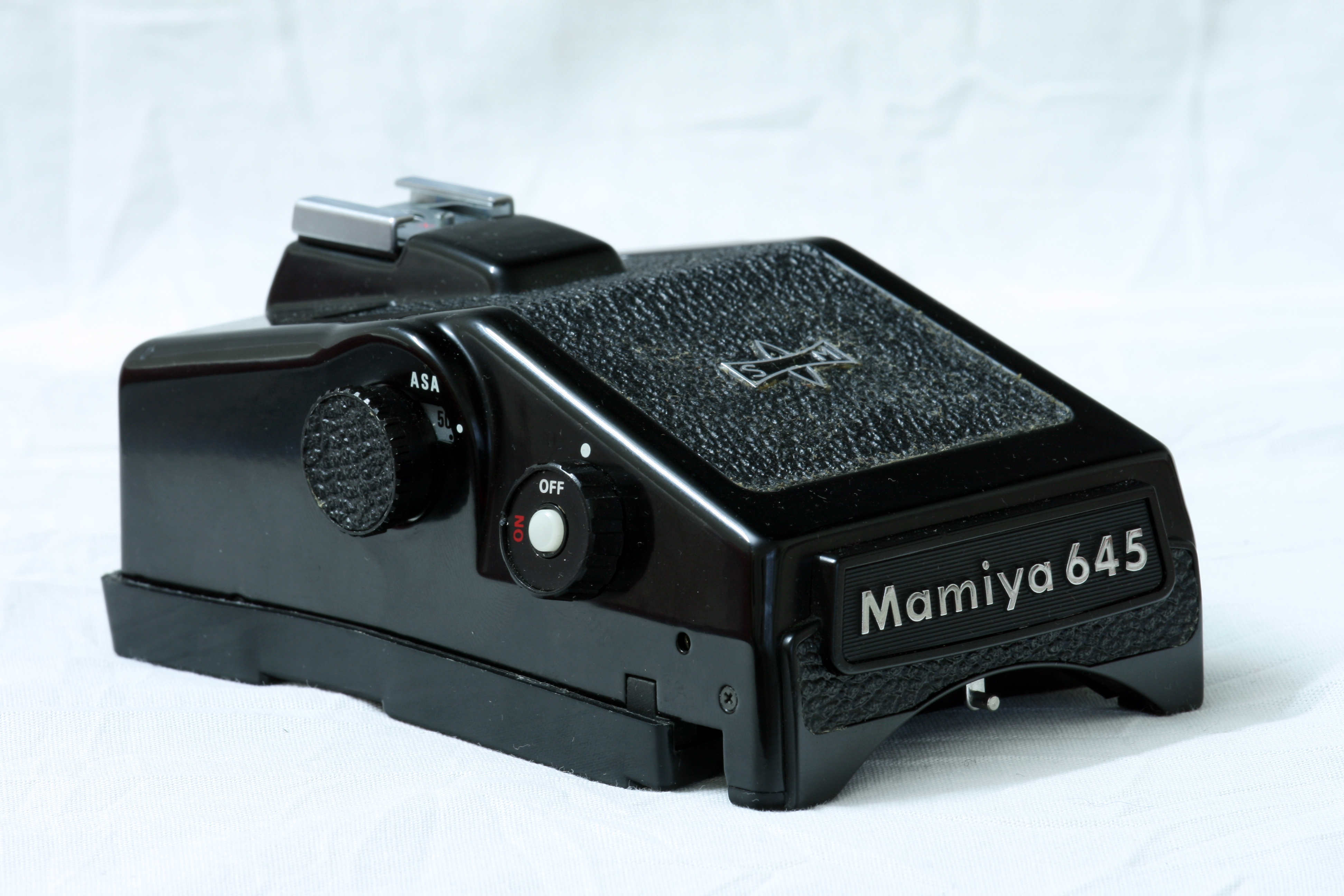
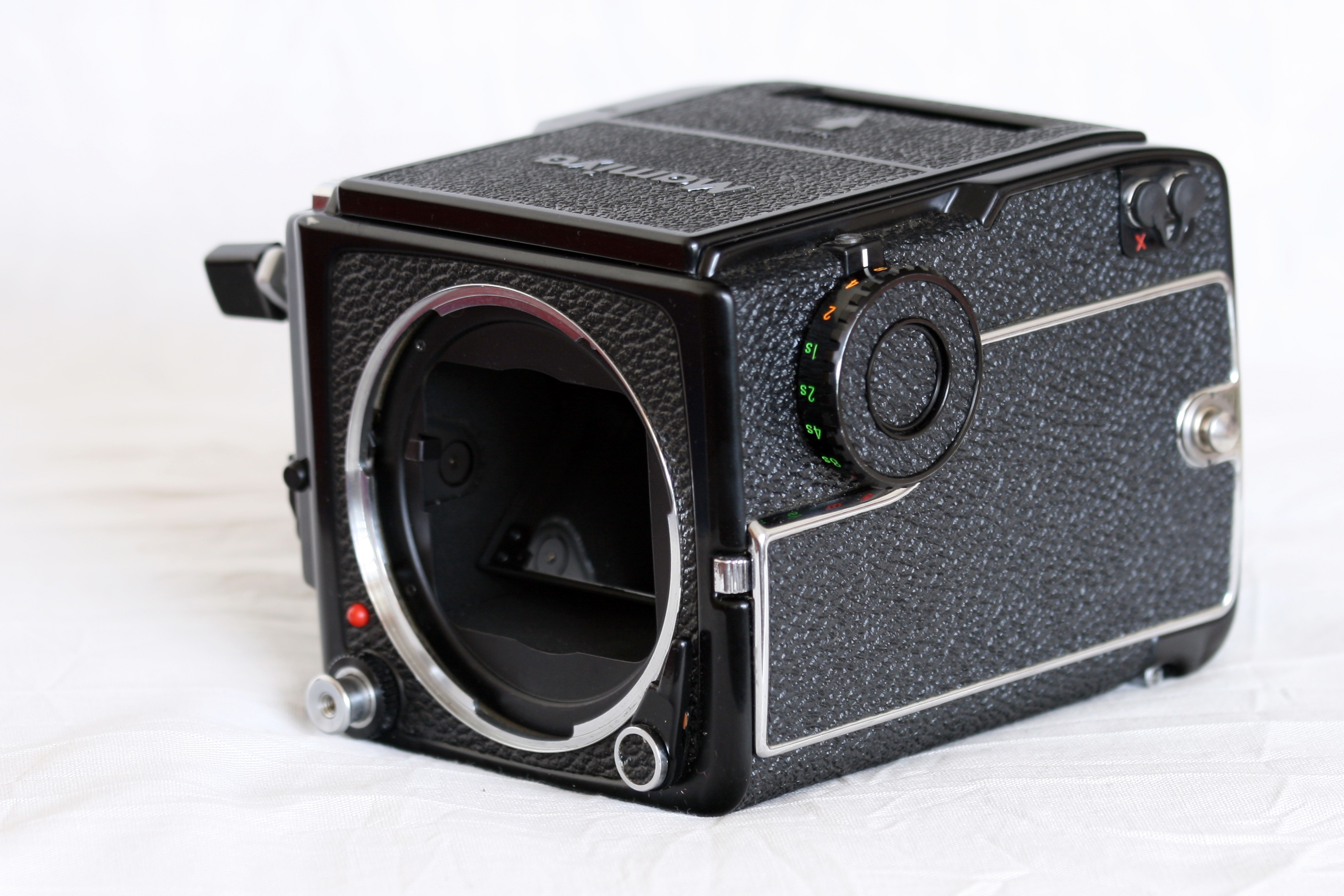